# Jimmy Jackson
Jimmy Jackson (n. 25 iulie 1910 - d. 24 noiembrie 1984) a fost un pilot de curse auto american care a evoluat în Campionatul Mondial de Formula 1 în 1950 și 1954.